# Ilithya Manzanilla
Ilithya Manzanilla (Mérida, Yucatán; 15 de febrero de 1985) es una actriz mexicana. Ha participado en telenovelas como Corona de lágrimas, Porque el amor manda, Lo que la vida me robó y Por amar sin ley.

## Biografía
En televisión ha despeñado con las telenovelas Cuando me enamoro, Código postal, Corona de lágrimas, entre otras.
En cine ha participado en las cintas "La gran promesa", "Paradas continuas", "A propósito de Alexa" y protagonizó "Enamorándome de Abril", junto a Cristián de la Fuente.
En 2013, participó en Porque el amor manda interpretando a la licenciada Cynthia Cabello y compartió escenas con Claudia Álvarez y David Ostrosky.
En 2014 se integró al elenco de Lo que la vida me robó y un año después ejerció como productora con la obra de teatro "Cuerdas".
En 2018 regresa a Televisa para personificar a la abogada Olivia Suárez en Por amar sin ley.

## Trayectoria

### Telenovelas
| Año     | Título                 | Personaje                  |
| ------- | ---------------------- | -------------------------- |
| 2018-19 | Por amar sin ley       | Olivia Suárez de Morán     |
| 2013-14 | Lo que la vida me robó | Angélica Arechiga Bertrand |
| 2012-13 | Porque el amor manda   | Cynthia Cabello            |
| 2012-13 | Corona de lágrimas     | Sandra Cervantes           |
| 2012    | Cloroformo             | Paula                      |
| 2011-12 | Esperanza del corazón  | Cassandra Lopez Cerdán     |
| 2010-11 | Cuando me enamoro      | Arely                      |
| 2006    | Código postal          | Daphne de la Peña          |
| 2004-05 | Inocente de ti         | Mónica Dalmacci            |

### Películas
| Año  | Título                | Personaje       |
| ---- | --------------------- | --------------- |
| 2017 | La gran promesa       | Teresa / Stella |
| 2015 | Enamorándome de Abril | Abril           |
| 2009 | Paradas continuas     | Dara            |
| 2008 | A propósito de Alexa  |                 |

### Teatro
| Año  | Título                   |
| ---- | ------------------------ |
| 2011 | Una rosa con otro hombre |

### Como productora
Teatro
| Año  | Título  |
| ---- | ------- |
| 2015 | Cuerdas |